# Museum Thy
Museum Thy er en paraply for en række museer, der er beliggende i Thy. Museet har både en arkæologisk og historisk samling samt en topografisk kunstsamling. Thisted Museum i Thisted er hovedafdeling for for museets virksomhed. Museet har syv permanente arkæologiske og kulturhistoriske udstillinger samt skiftende særudstillinger. I den gamle museumsbygning, nuværende administrationsbygning, fandtes tidligere en mindestue for digteren J.P. Jacobsen. Museum Thy har derudover afdelinger i Øsløs (Johan Skjoldborg), Vorupør (kystkultur, fiskeri, vækkelser, madkultur), Agger (fiskerhuset) og Heltborg (landbrug og Jens Søndergaard). Ved Heltborg Museum findes en rekonstrueret jernaldergård, der i juli måned formidler historiske håndværk med høj grad af brugerinddragelse. Fra 1. januar 2018 fusionerede Museum Thy og Bunkermuseum Hanstholm.
- Fiskerhuset i Agger